# موناچی (نیوجرسی)
موناچی (به انگلیسی: Moonachie) شهری در ایالت نیوجرسی کشور ایالات متحده آمریکا است که جمعیت آن در سرشماری سال ۲۰۱۰ میلادی، ۲٬۷۰۸ نفر بوده‌است.